# Roy Porter
Roy Sydney Porter (* 31. Dezember 1946; † 3. März 2002) war ein britischer Historiker, der besonders durch seine Beiträge zur Medizingeschichte bekannt wurde.

## Leben
Roy Porter wuchs in London auf und besuchte die Wilson’s School in Camberwell.
Er gewann ein Stipendium für das Christ’s College der Universität Cambridge, wo er bei John H. Plumb studierte. Zu seinen Studienkollegen gehörten u. a. Simon Schama und Andrew Wheatcroft. Nach einem hervorragenden ersten Abschluss wurde er 1968 Junior Fellow, wobei er bei Robert M. Young studierte. 1972 wechselte Porter an das Churchill College als Tutor für Geschichte und wurde später Dean. Er wurde 1974 mit einer Arbeit zur Geschichte der Geologie promoviert.
1979 wechselte Porter als Professor an das Wellcome Institute for the History of Medicine. 1993 wurde er dort Professor of Social History. Die British Academy wählte ihn 1994 zum Mitglied, die American Academy of Arts and Sciences 1998. Porter wurde im September 2001 pensioniert und starb fünf Monate später an einem Herzinfarkt. Eines seiner letzten Bücher war The Enlightenment (engl. Die Aufklärung).
Porter war Autor bzw. Herausgeber von zirka 80 Büchern. Außer Medizingeschichte waren die Sozialgeschichte des 18. Jahrhunderts im Königreich Großbritannien und die Epoche der Aufklärung bevorzugte Themen seiner Forschung. Er schrieb und lehrte auch über die Geschichte Londons.

## Schriften (Auswahl)
- als Herausgeber mit Mikuláš Teich: The Enlightenment in National Context. Cambridge University Press, Cambridge u. a. 1981, ISBN 0-521-23757-2.
- English Society in the Eighteenth Century. Lane, London 1982, ISBN 0-7139-1417-3.
- Disease, Medicine and Society in England 1550–1860. Macmillan, Houndmills u. a. 1987, ISBN 0-333-39865-3.
- The Enlightenment. Macmillan Education, Basingstoke 1990, ISBN 0-333-45414-6 (In deutscher Sprache: Kleine Geschichte der Aufklärung (= Wagenbachs Taschenbücherei. 192). Aus dem Englischen von Ebba D. Drolshagen. Wagenbach, Berlin 1991, ISBN 3-8031-2192-2).
- als Herausgeber: The Popularization of Medicine. 1650–1850. Routledge, London u. a. 1992, ISBN 0-415-07217-4.
- als Herausgeber mit William F. Bynum: Companion Encyclopedia of the History of Medicine. 2 Bände. Routledge, London u. a. 1993, ISBN 0-415-04771-4.
- London. A Social History. Hamilton, London 1994, ISBN 0-241-12944-3.
- mit Lesley Hall: The Facts of Life. The Creation of Sexual Knowledge in Britain. 1650–1950. Yale University Press, New Haven CT u. a. 1995, ISBN 0-300-06221-4.
- als Herausgeber mit Mikuláš Teich: Drugs and Narcotics in History. Cambridge University Press, Cambridge 1995, ISBN 0-521-43163-8.
- The Greatest Benefit to Mankind. A Medical History of Humanity from Antiquity to the Present. HarperCollins, London 1997, ISBN 0-00-215173-1 (In deutscher Sprache: Die Kunst des Heilens. Eine medizinische Geschichte der Menschheit von der Antike bis heute. Aus dem Englischen übersetzt von Jorunn Wissmann. Spektrum – Akademischer Verlag, Heidelberg/Berlin 2000, ISBN 3-8274-0472-X)
- als Herausgeber: Rewriting the Self. Histories from the Renaissance to the Present. Routledge London u. a. 1997, ISBN 0-415-14279-2.
- Enlightenment. Britain and the Creation of the Modern World. Lane u. a., London u. a. 2000, ISBN 0-7139-9152-6.
- Blood and Guts. A Short History of Medicine. Allen Lane, London u. a. 2002, ISBN 0-713-99669-2 (In deutscher Sprache: Geschröpft und zur Ader gelassen. Eine kleine Kulturgeschichte der Medizin. Aus dem Englischen von Christian Detoux. Dörlemann, Zürich 2004, ISBN 3-908777-05-4).
- Bodies Politic. Disease, Death and Doctors in Britain, 1650–1900. Reaktion Books u. a., London 2001, ISBN 1-86189-094-X.
- Madness. A Brief History. Oxford University Press, Oxford u. a. 2002, ISBN 0-19-280266-6 (In deutscher Sprache: Wahnsinn. Eine kleine Kulturgeschichte. Aus dem Englischen von Christian Detoux. Dörlemann, Zürich 2005, ISBN 3-908777-06-2).
- Flesh in the Age of Reason. Lane, London u. a. 2003, ISBN 0-7139-9149-6.
- als Herausgeber: The Cambridge History of Science. Band 4: Eighteenth Century Science. Cambridge University Press, Cambridge u. a. 2003, ISBN 0-521-57243-6.